# MG WA
MG WA, eller 2.6-Litre som den kallas i samtida trycksaker och marknadsföring, var en serie personbilar som tillverkades av den brittiska biltillverkaren MG mellan 1938 och 1939.
Bilen är nära besläktad med MG-modellerna SA och VA och bildar i flera sammanhang en modellgrupp tillsammans med dessa båda, på engelska vanligen kallad MG SVW.

## Introduktion
Bilmodellen WA presenterades i slutet av augusti 1938 sannolikt avsedd som en ersättare till MG SA, men kom att tillverkas i mycket begränsad upplaga parallellt med föregångaren fram till krigsutbrottet i september 1939
I marknadsföringen av modellen använde MG ofta frasen: ”for space … for grace … for pace …”

## Produktion
Serietillverkning av modellen startade i oktober 1938. Bilen var baserad på MG SA men kylarmaskering var lite mer V-formad, den hade en något bredare bakre spårvidd och kaross och dessutom var reservhjulet flyttat från bakpartiet till vänster framskärm. De olika mätarna på instrumentbrädan blev formade som oktagoner i likhet med det klassiska MG-märket på kylarmaskeringen. Tekniskt sett var den även försedd med en större 6-cylindrig stötstångsmotor som inte brukades i någon annan Nuffieldprodukt. 
Bilarna var försedda med 4-växlade växellådor med synkronisering på de tre högsta växlarna. Bilen var försedd med Lockheeds hydrauliska trumbromsar på alla hjul. Inbyggda hydrauliska domkrafter vid varje hjul var standard.
Produktionen upphörde i samband med utbrottet av andra världskriget i september 1939. Total produktion blev endast 369 bilar och av dessa exporterades fyra till Sverige .
Bilen fanns i likhet med MG SA som Saloon (4-dörrars sedan), Drophead (2-dörrars cabriolet) och Tourer (4-dörrars phaeton)
MG presenterade aldrig någon uppföljare i samma segment efter krigsslutet.

## Bildgalleri

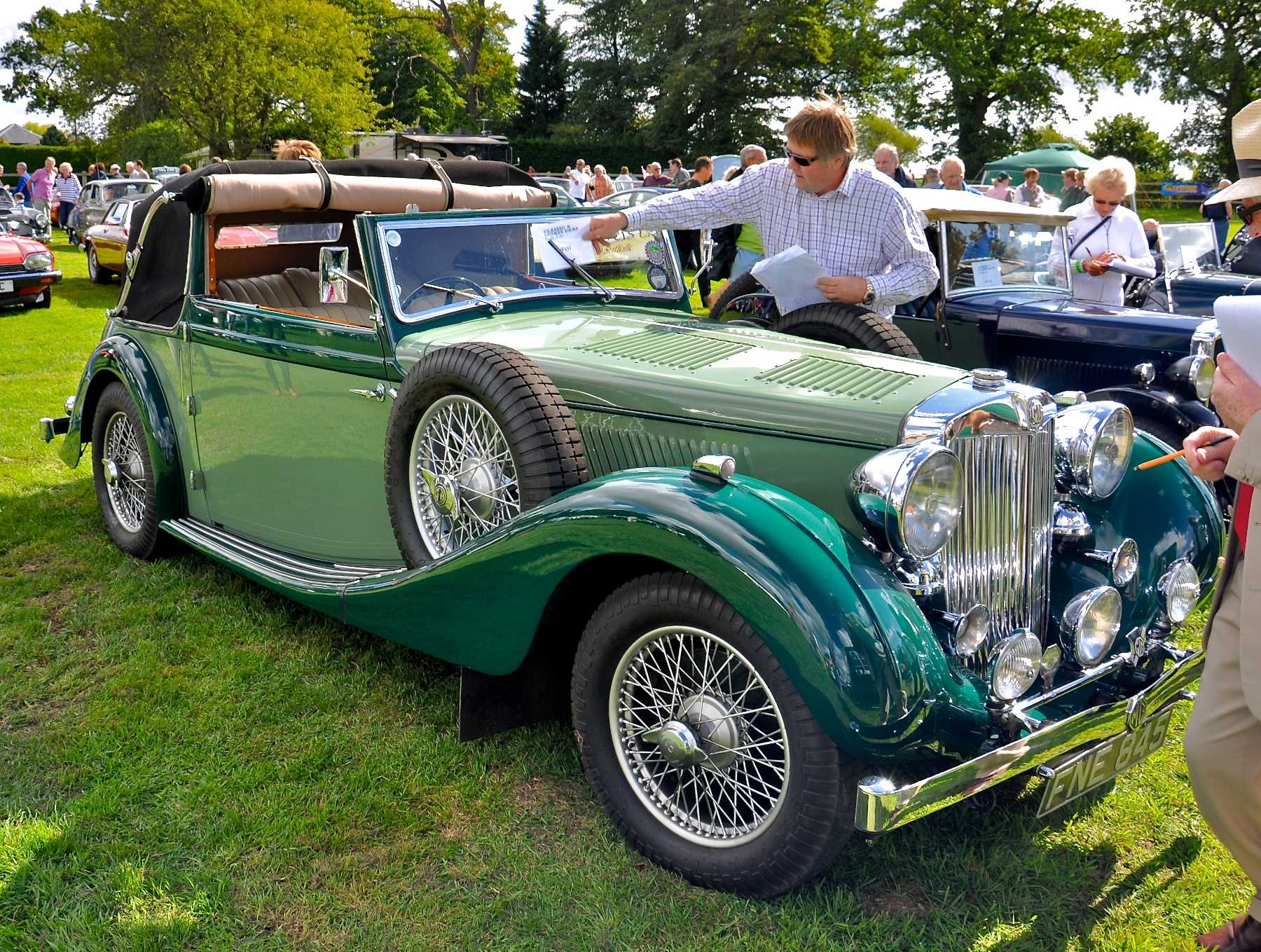
MG WA Tickford Drophead Coupe 1939
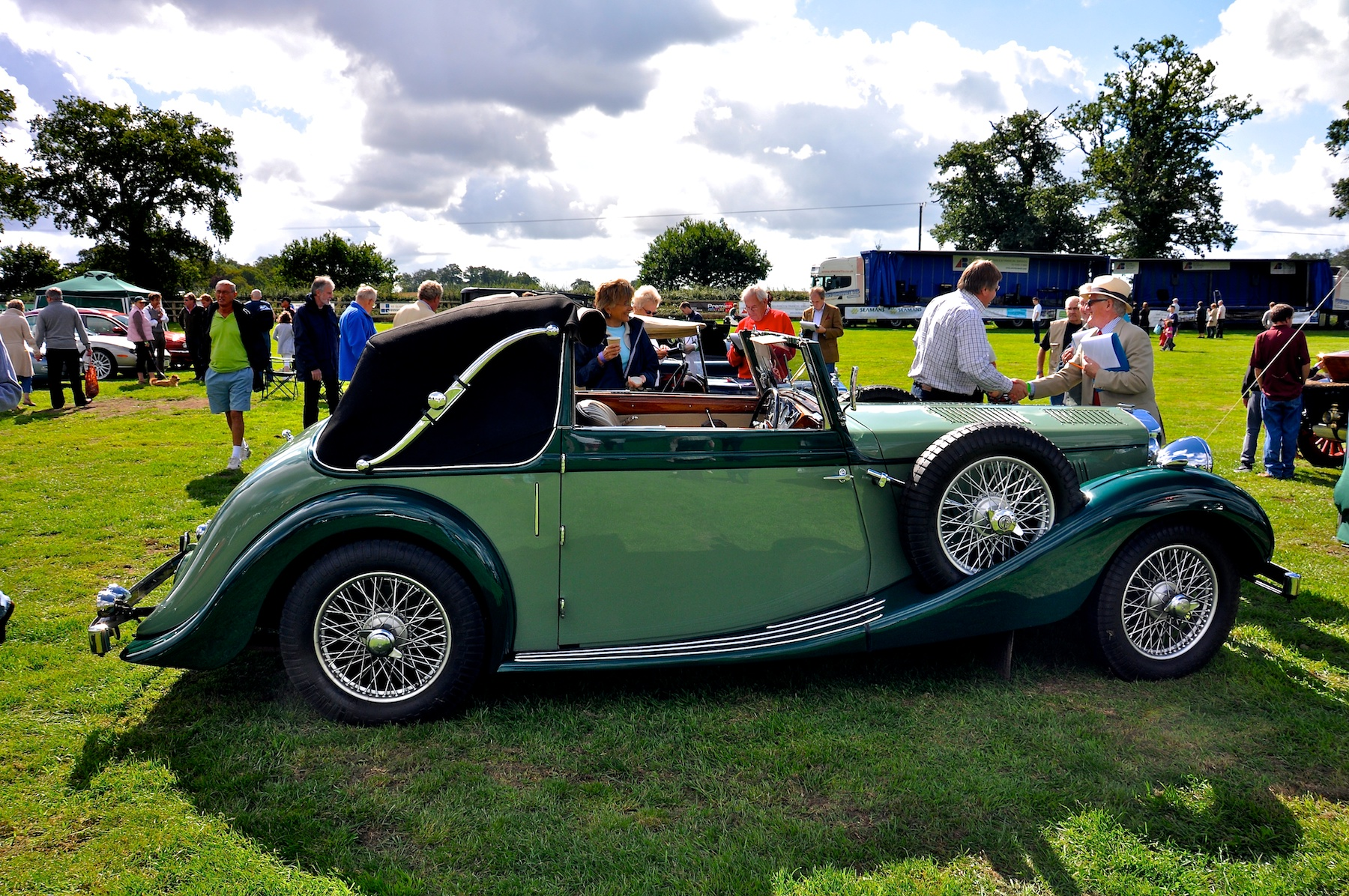
MG WA Tickford Drophead Coupe 1939
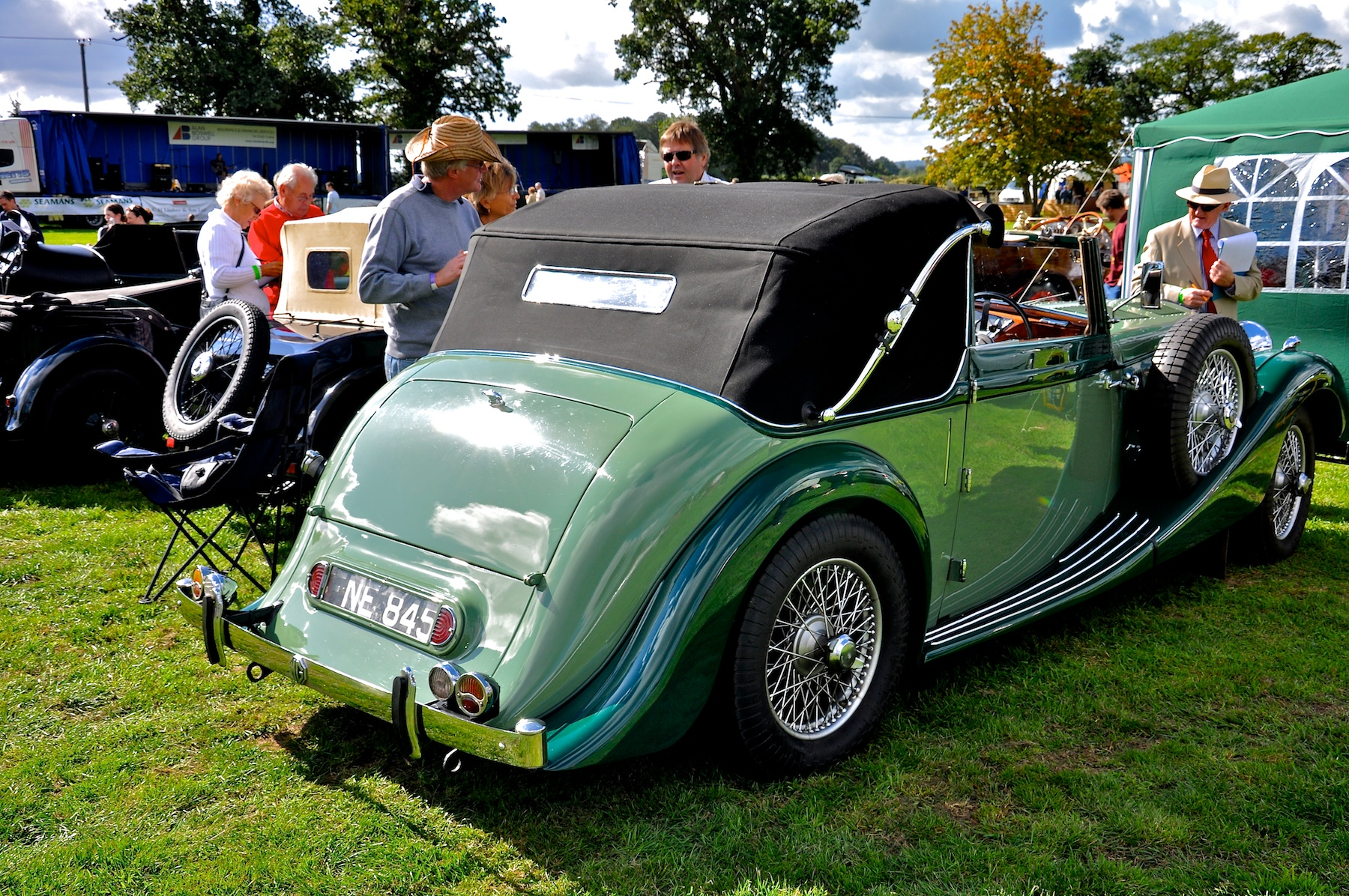
MG WA Tickford Drophead Coupe 1939
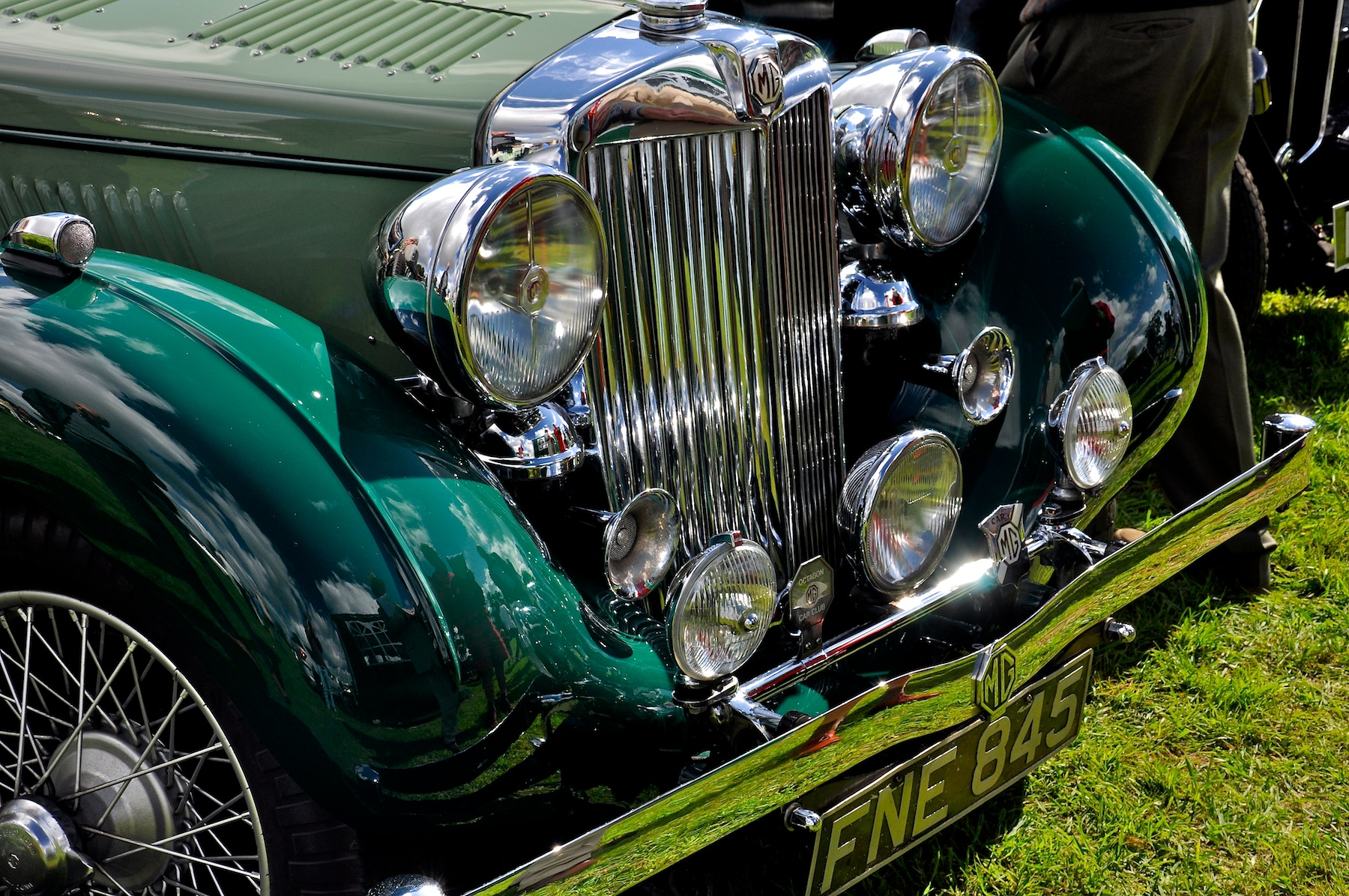
MG WA Tickford Drophead Coupe 1939, kylarmaskering
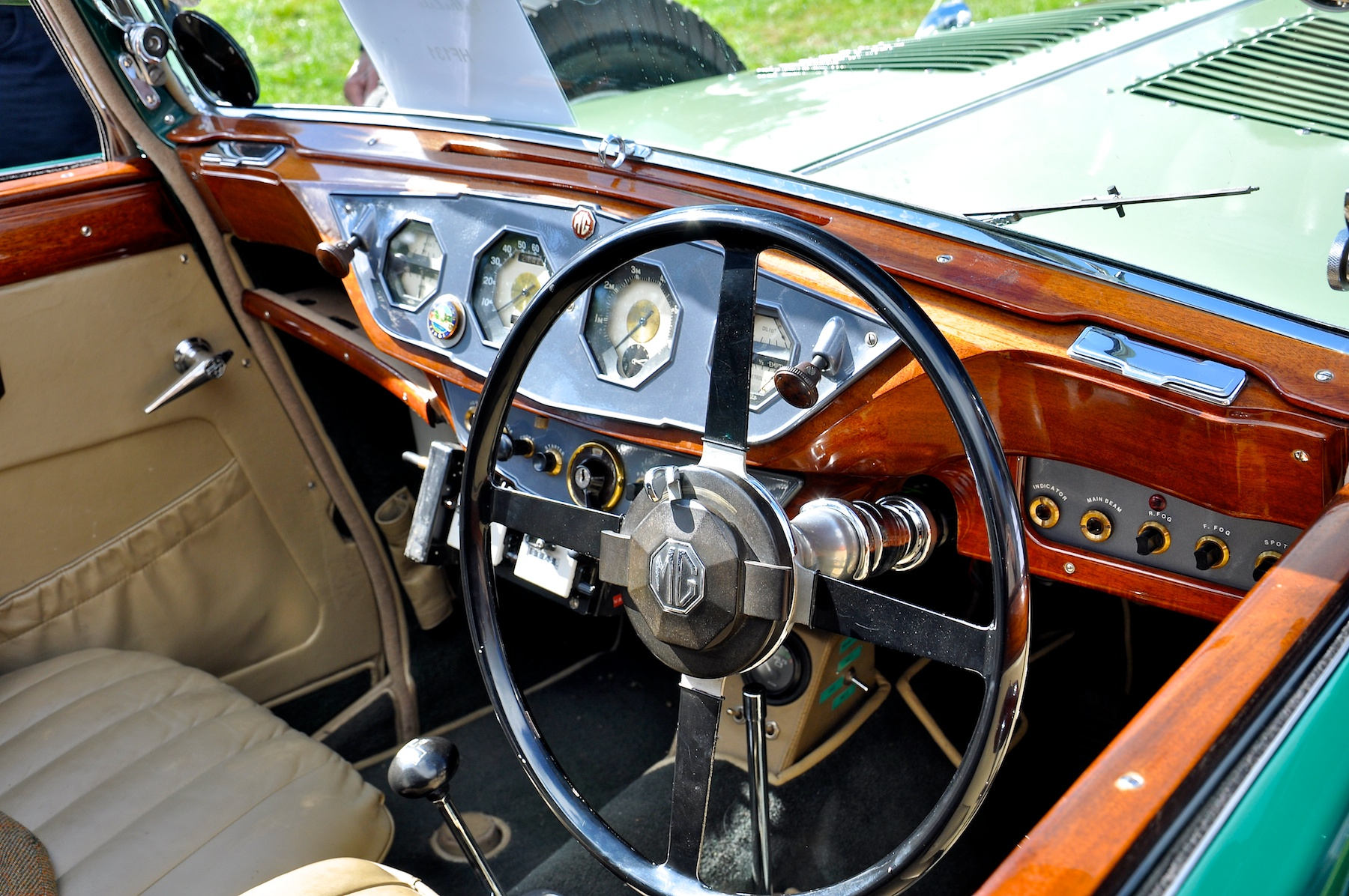
MG WA Tickford Drophead Coupe 1939, instrumentbräda

## Fotnoter
1. ↑  Namnet WA kommer sig av denna modellseries VIN (chassinummer) som börjar just med bokstäverna WA, följt av ett löpande tillverkningsnummer. Det lägsta chassinumret var WA0251 (MG använde vid denna tid alltid sitt telefonnummer 251 som första nummer på sina olika modeller) och det högsta var WA0619 som tillverkades ett antal veckor efter krigsutbrottet i oktober 1939
2. ↑  Frasen lyder fritt översatt: ”för rymlighet … för elegans … för fart …”
3. ↑  Uppgifterna om antalet exporterade WA är hämtade ur Nuffield Exports Statistics som ingår i arkiven hos BMIHT (British Motor Industry Heritage Trust). Den svenske motorhistorikern Per-Börje Elg (1987) menar dock att minst fem WA såldes nya i Sverige; två av Saloon-modell och tre cabrioleter